# District de Châu Thành (Long An)
Châu Thành est un district de la province de Long An dans le delta du Mékong au sud du Viêt Nam. 

## Géographie
La superficie du district de Châu Thành est de 151 km2.  Le chef lieu du district est Tầm Vu.